# Eggerik Beninga
Eggerik Beninga (* 1490 in Grimersum; † 19. Oktober 1562 ebenda) war ein friesischer Geschichtsschreiber aus dem adligen Geschlecht der Beninga, einer der ersten Staatsmänner Ostfrieslands, war Drost zu Leerort und zugleich 1540–1556 Ratgeber der Gräfin Anna von Ostfriesland.
Eggerik Beninga verfasste eine ostfriesische Chronik, die Cronica der Fresen, in plattdeutscher Sprache. Sie enthält die Geschichte der Friesen von der ältesten Zeit an bis 1562.
Sein Grabstein befindet sich in der Kirche von Grimersum.

## Familie
Eggerik hatte zwei uneheliche Söhne, die er später legitimierte: Der ältere, Garrelt Beninga, starb um 1570. Mit seiner Konkubine Anna Feertmans hatte er einen weiteren Sohn, Snelger Beninga, der Häuptling von Grimersum wurde und mit Tecla van Diepholt verheiratet war.